# Melanostomias nigroaxialis
Melanostomias nigroaxialis és una espècie de peix de la família dels estòmids i de l'ordre dels estomiformes.

## Hàbitat
És un peix marí i d'aigües profundes.

## Distribució geogràfica
Es troba al Pacífic occidental central: 5° 29′ S, 130° 49′ E.